# 盤浦大橋
盤浦大橋（朝: 반포대교、英: Banpo Bridge）は、ソウル特別市龍山区西氷庫洞と瑞草区盤浦洞を結ぶ、漢江に架かる橋。1980年1月に着工し、 1982年6月に完成した。大韓民国最初の2層橋であり、長さは約1.2 kmある。 盤浦大橋の下には、潜水橋がある。
この橋に設置された噴水（月光レインボー噴水）は、 2008年12月14日に『世界一長い噴水橋（世界一長い噴水群）』として、ギネス世界記録に認定された。
江南地区の都市開発促進策の一環として建設された韓国初の2層橋として保存価値があることを認められ、ソウル未来遺産に登録された。

## 潜水橋
潜水橋（朝: 잠수교、英: Jamsu Bridge）は漢江の9番目の橋で1975年9月に着工し、1976年7月15日に完成した沈下橋。4車線で、他の漢江の橋が水上16 - 20メートルのところに建設されているのに比べ、この橋は2.7メートルの低い位置に建設されているため、洪水時（夏季にみられる）には橋が水に浸かる。盤浦大橋の下に位置する。1986年、クルーズ船を通すことができるように中央部分をアーチ型に改造した。
漢江の水位によって車の通行が規制され、豪雨による漢江の水位変化の状況をわかりやすく示す尺度の役割も果たしている。

## 月光レインボー噴水
月光レインボー噴水（朝: 달빛 무지개 분수）は盤浦大橋に設置されている噴水。水中ポンプ38台を利用して毎分190トン余りの水を汲み上げ、大橋から約20 m下の漢江へめがけて放水している。
この噴水は単純に放水しているのではなく、190個の照明を使いライトアップしており、噴水を色とりどりに染めるのが特徴。 噴水稼働時間は昼の12時30分、午後3時、5時（週末）、8時、8時40分、9時20分、10時（金曜日・週末）。
2019年1月現在、この噴水はギネス世界記録に『世界一長い橋の噴水』として登録されている。2009年3月30日に『月光レインボー噴水』に名称変更された。

## ギャラリー

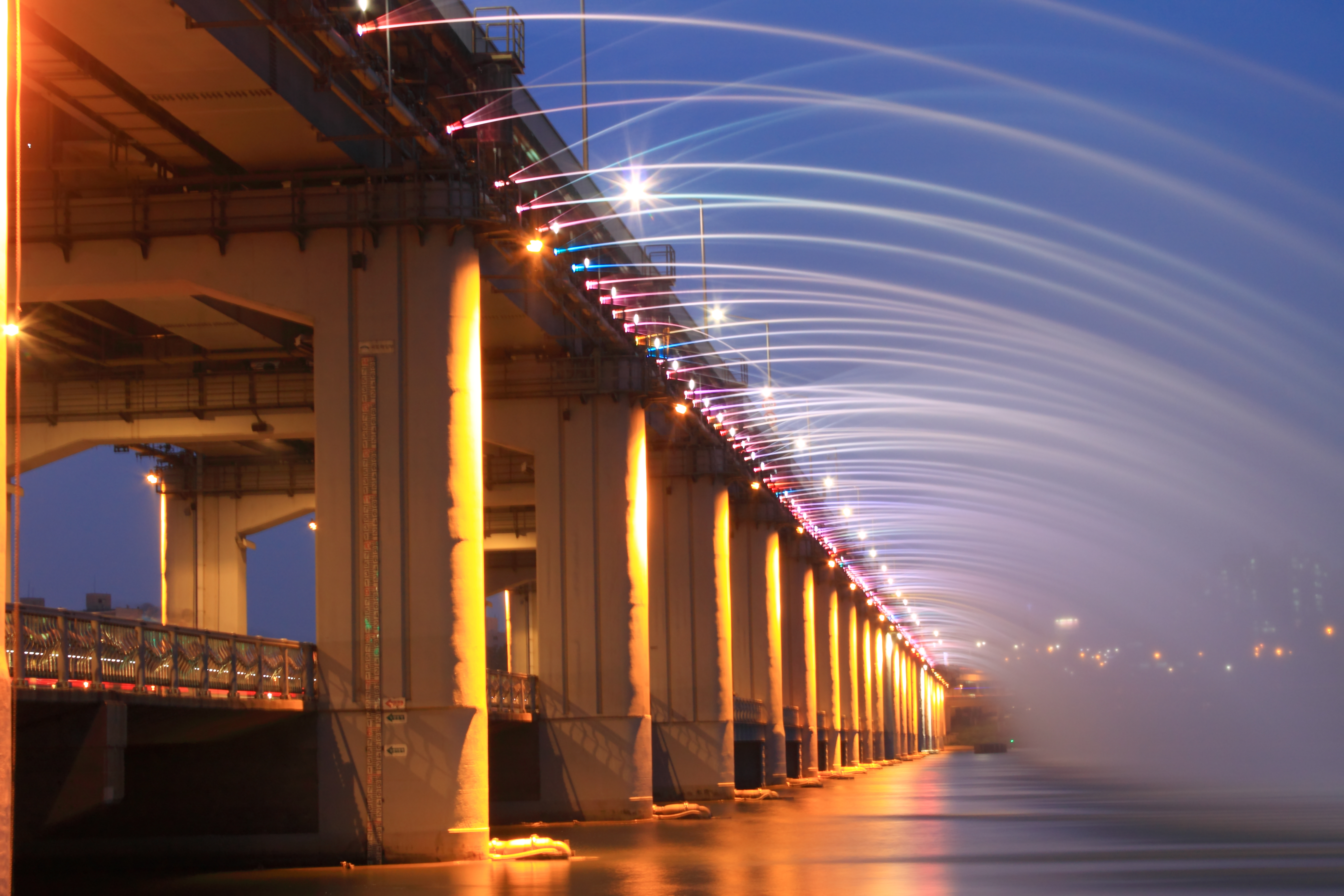
月光レインボー噴水
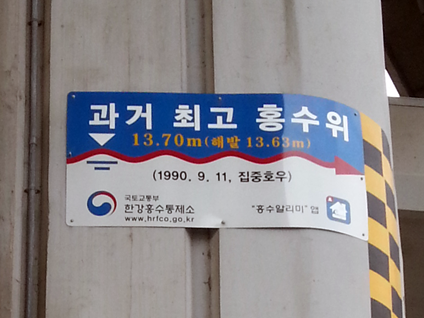
「過去最高洪水水位」の案内板 (1)
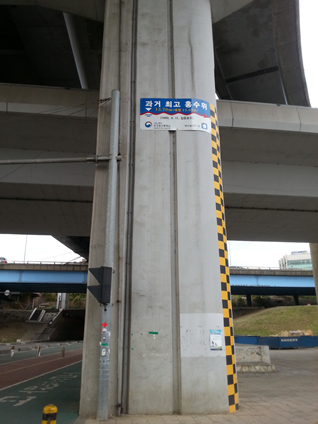
「過去最高洪水水位」の案内板 (2)